# Internationaler anarchistischer Kongress in Amsterdam
Der Internationale anarchistische Kongress in Amsterdam fand vom 24. bis 31. August 1907 statt. Dort versammelten sich Delegierte aus 14 Ländern, unter ihnen bedeutende Vertreter der anarchistischen Bewegung wie Errico Malatesta, Pierre Ramus, Pierre Monatte, Christiaan Cornelissen, Emma Goldman und Rudolf Rocker.

## Organisation des Kongresses
Die belgischen und niederländischen Anarchisten waren die Initiatoren des Kongresses. Während die Niederländer sich um die materielle Planung kümmerten, publizierten die Belgier das Bulletin der libertären Internationale mit Henri Fuss als zentralem Herausgeber. Von Dezember 1906 bis Januar 1907 veröffentlichten sie eine Aufforderung für ein internationales Treffen in sieben Sprachen, die von den Anarchistischen Föderationen der Niederlande, Belgiens, Deutschlands, Böhmens und der jiddischsprachigen Föderation Londons unterzeichnet wurden. Sie wurde nicht von französischen Anarchisten unterschrieben, da die anarchistische Bewegung in Frankreich zwischen jenen gespalten waren, die eine anarchistische Organisation in Gänze und somit eine internationale Organisation ablehnten, und anderen, die all ihre Erwartungen in die Gewerkschaften setzten und somit „anderweitig beschäftigt waren“. Nur acht französische Anarchisten nahmen am Kongress teil, darunter Benoît Broutchoux, Pierre Monatte und René de Marmande.

## Der Amsterdamer Kongress von 1907
Verschiedene Themen wurden auf dem Kongress behandelt, insbesondere die Organisierung der anarchistischen und syndikalistischen Bewegung. Andere Fragen betrafen das Bildungswesen, die Rolle des Generalstreiks und die Antimilitarismusdebatte, zeitgleich fand in Amsterdam ein Antimilitarismuskongress statt. Das zentrale Thema war die Verbindung zwischen Anarchismus und Syndikalismus und Gewerkschaften. Zum Ende des Kongresses einigten sich die Delegierten auf einen Beschluss, dem zufolge „die Ideen der Anarchie und der Organisation, die weit davon entfernt sind, sich zu widersprechen, wie es manchmal vorgetäuscht wird, sich gegenseitig vervollständigen und verstärken“ und sich daraus die Notwendigkeit ergebe „anarchistische Gruppen zu gründen und bereits existierende Gruppen in Föderationen zu vereinen“.
Später wurde eine anarchistische Internationale gegründet, die ein internationales Büro mit fünf Mitgliedern führte – Errico Malatesta, Rudolf Rocker, Alexander Schapiro, John Turner und Jean Wilquet – und dessen Aufgabe darin bestand, „internationale anarchistische Archive zu gründen“ und „Anarchisten verschiedener Länder zu vernetzen“. Das Büro saß in London und plante einen neuen Kongress für 1909. Die neue Internationale, der die französischen Anarchisten ablehnend gegenüberstanden, publizierte nur 12 unregelmäßige erscheinende Bulletins. Zum Ende des Jahres 1911 stellte das Londoner Büro alle Aktivitäten ein.

## Die Debatte zwischen Malatesta und Monatte
Besonders Errico Malatesta und Pierre Monatte stimmten nicht in der Frage der Organisation überein. Monatte bezog sich auf die Prinzipien der Charta von Amiens von 1906, in der die ideologische Neutralität der Gewerkschaften und ihre Unabhängigkeit von politischen Parteien festgeschrieben worden war. Monatte führte aus, dass der Syndikalismus, wie er in Frankreich verstanden werde, revolutionär sei und die Voraussetzungen für eine soziale Revolution schaffe. Monatte stellte das französische Modell der Neutralität der Gewerkschaften der russischen und belgischen Gewerkschaftsideologie und dem deutschen Modell der christlichen und sozialdemokratischen Gewerkschaften gegenüber und zog es vor.
Malatesta kritisierte Monatte und führte aus, dass „Syndikalismus kein notwendiges und ausreichendes Mittel der sozialen Revolution ist“, unterstützte ihn aber in der Frage der politischen Neutralität der Gewerkschaften, um die Arbeiterbewegung nicht zu spalten. Malatesta war davon überzeugt, dass die Gewerkschaften dem Reformismus anhingen und zeitweise selbst dem Konservatismus folgen würden. Gemeinsam mit Christiaan Cornelissen zitierte er als Beispiel die gewerkschaftliche Organisation in den USA, wo diese aus qualifizierten Arbeitern bestehe, die sich teilweise gegen unqualifizierte Arbeiter zusammenschließen würden, um ihre relativ privilegierte Stellung gegen diese zu verteidigen. Malatesta sah die Aufgabe der Anarchisten auch in der Unterstützung des Lumpenproletariats und nicht ausschließlich darin, Arbeitsbedingungen zu verbessern Malatesta erkannte verschiedene Interessensgruppen innerhalb der Arbeiterbewegung und stellte selbst die Auffassung der sozialen Klasse in Frage: „Es gibt keine Klasse im strengen Sinn des Wortes, denn es gibt keine Klasseninteressen. Innerhalb der ‚Arbeiterklasse‘ selbst gibt es, wie in der Bourgeoisie, Konkurrenz und Kampf.“ Fortan brauche es für die Solidarität innerhalb der Arbeiterschaft ein gemeinsames Ideal, das nicht im Rahmen einer hauptberuflich tätigen Gewerkschaft gefunden werden könne. Wo Monatte das Risiko der Bürokratisierung der Gewerkschaften sah, während er die Notwendigkeit von dauerhaft Beschäftigten der Gewerkschaften betonte, verneinte Malatesta kategorisch jede Legitimation eines Anarchisten, als ein solcher Gewerkschaftsangestellter zu arbeiten.
Malatesta kritisierte die übermäßige Idealisierung des Generalstreiks, der nicht aus sich heraus zur Revolution führen könne, die vielmehr von einem bewaffneten Aufstand ausgehen müsse.

## Nachwirkungen
Die Gegensätze der Vorstellungen der Organisierung der Arbeiterbewegung in Gewerkschaften mündete später in den Anarchosyndikalismus, der das revolutionäre Konzept des Syndikalismus mit anarchistischen Prinzipien verband.